# Tritemnodon

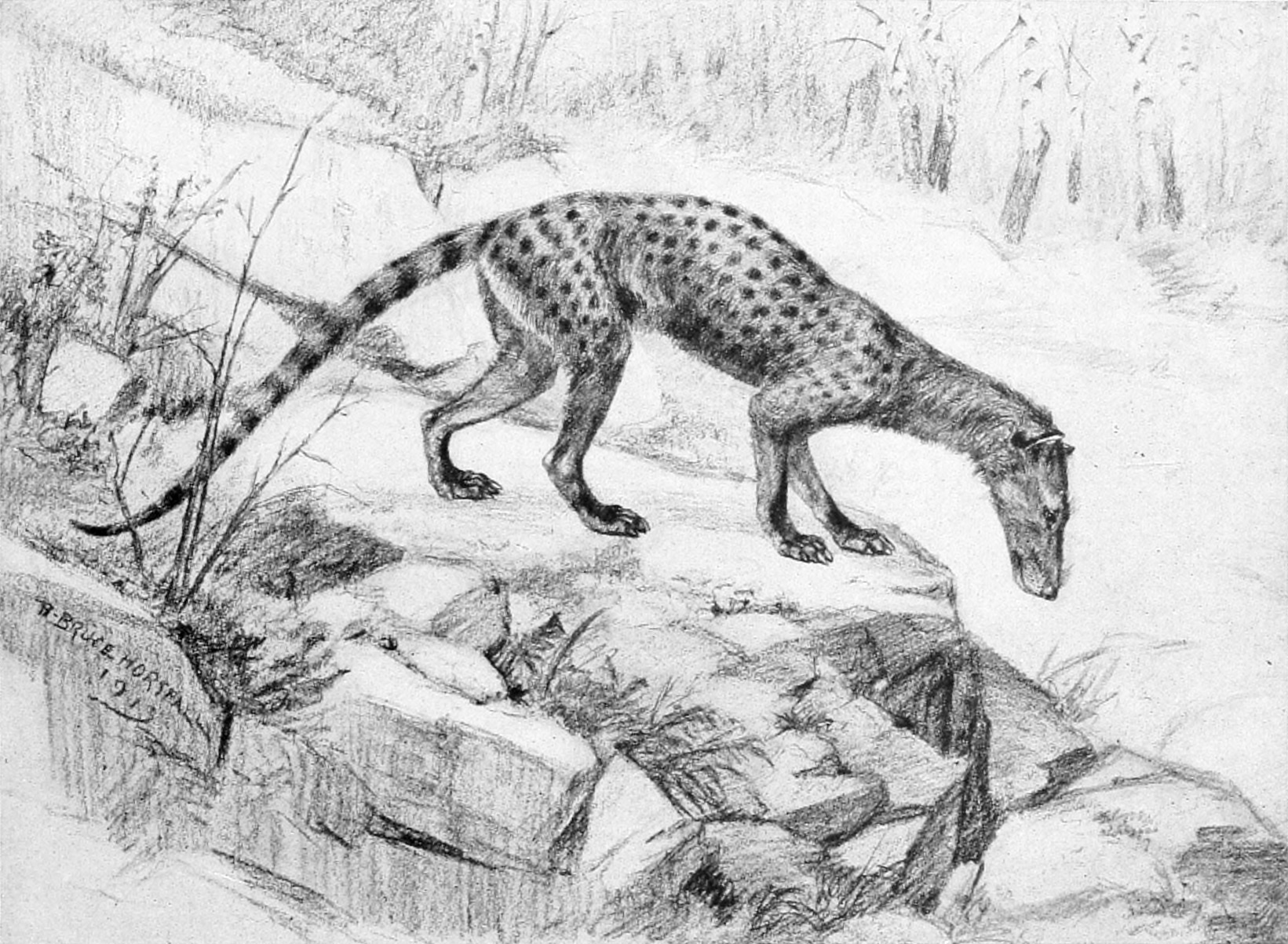
Phục hồi

Tritemnodon là một chi creodonata sống 54-38.000.000 năm trước. Hóa thạch của động vật này được tìm thấy tại thành hệ Willwood ở Big Horn County và thành hệ Lower Bridger của Quận Uinta, Wyoming. Tritemnodon có kích cỡ khoảng con sói.